# Lempira arcanum
Lempira arcanum is een rechtvleugelig insect uit de familie Romaleidae. De wetenschappelijke naam van deze soort is voor het eerst geldig gepubliceerd in 1938 door Rehn.